# Lorenzo Viani
Lorenzo Viani (Viareggio, 1º novembre 1882 – Lido di Ostia, 2 novembre 1936) è stato un pittore, incisore, scrittore e poeta italiano.
Attivo a Viareggio nella prima metà del XX sec. è considerato come uno dei massimi esponenti dell'espressionismo italiano.

## Biografia

### Origini e formazione

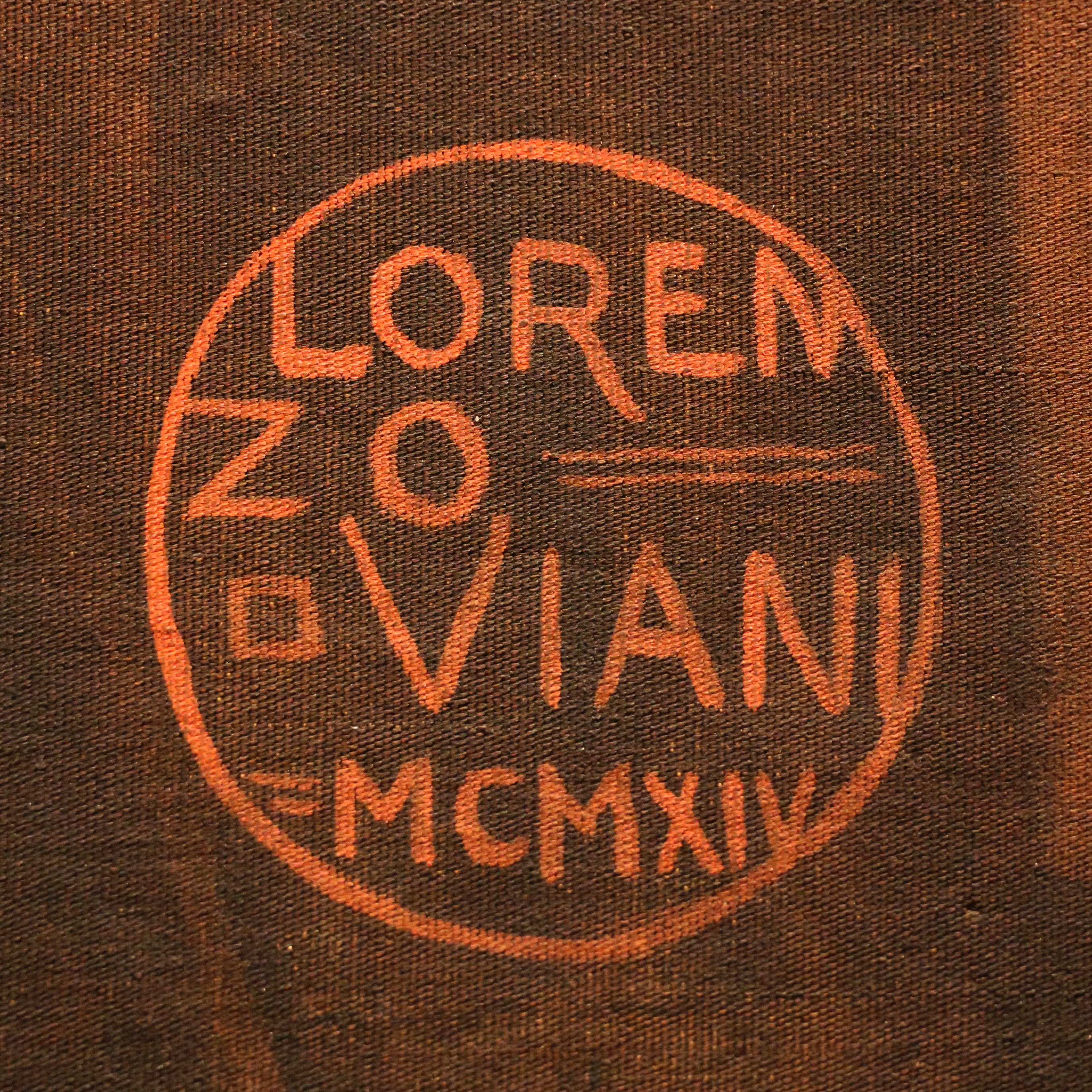
Firma

Lorenzo Viani nasce a Viareggio il 1º novembre in via della Fornace, l'attuale via Indipendenza, presso la darsena vecchia. Secondogenito di Emilia Ricci e Rinaldo Viani che, da Pieve Santo Stefano, un piccolo paese delle colline lucchesi, si erano trasferiti a Viareggio, in quanto il padre, già servitore dei Borboni in San Martino in Vignale, era passato, dopo la morte di Maria Teresa Felicita di Savoia (16 luglio 1876), al soldo di Don Carlos, nella Villa reale della pineta di levante di Viareggio. 
Lorenzo trascorse l'infanzia tra la darsena e il palazzo, tra la povertà dei marinai, dei calafati e la superstizione della "canaglia", come veniva denominata bonariamente la servitù di Casa Borbone, e il fasto sontuoso di una dinastia in esilio. Fino a che il padre ebbe questo lavoro, le condizioni familiari di Lorenzo furono abbastanza serene. Frequentò la scuola elementare, ma solo fino alla terza classe (l'ultima obbligatoria), perché l'esperienza scolastica si arrestò per una congenita insofferenza a ogni forma di disciplina. 
Quando il padre fu licenziato dal servizio, la famiglia Viani conobbe la miseria, condizione umana che non era sconosciuta al giovane Lorenzo, poiché egli, a causa del suo carattere ribelle e introspettivo, passava molto del suo tempo girando per i boschi e la spiaggia della darsena viareggina, che rappresentava uno spettacolo quotidiano di miseria e di squallore, e, a contatto con la servitù, il ragazzo, precocemente segnato dalle difficoltà della vita, confessò un giorno alla madre di essere ossessionato dal pensiero della morte.
Nel 1893 venne messo a lavorare nella bottega del barbiere Fortunato Primo Puccini, dove restò come garzone per diversi anni e incontrò personaggi di primo piano, come Leonida Bissolati, Andrea Costa, Menotti Garibaldi, Giacomo Puccini, Gabriele D'Annunzio. Vi conobbe anche il pittore Plinio Nomellini, che ebbe un'influenza positiva nella maturazione artistica del ragazzo. Incominciò a disegnare con crescente interesse e un suo ritratto del musicista Giovanni Pacini attirò l'attenzione dei viareggini. Intraprese i suoi primi viaggi esplorativi a Pisa e a Lucca.
In Versilia e in altre località italiane la lotta di classe si faceva intanto sempre più aperta: folle esagitate, precedute da bandiere nere, invadevano le piazze dei paesi, stazionano davanti ai forni, frantumando le vetrine. L'incontro con il sociologo Pietro Gori e i frequenti contatti con i socialisti Vico Fiaschi e Luigi Salvatori decisero la definitiva adesione di Viani all'anarchia. Talvolta il giovane dormiva sulle pietre del molo o passava le notti al "Casone", ritrovo abituale di vagabondi, di ricercati e di liberi pensatori.
Su consiglio di Plinio Nomellini, che lavorava a Torre del Lago, si iscrisse all'Accademia di Belle Arti di Lucca, dove frequentò più o meno tre anni di lezioni, dal 1900 al 1903, e dove conobbe anche Moses Levy e Spartaco Carlini. Durante quest'esperienza lucchese, il Viani non mancò di partecipare, con altri studenti, a manifestazioni anarchiche e socialiste. Nel 1904 venne ammesso alla Libera Scuola di Nudo nell'Accademia di Belle Arti di Firenze, dove seguì i corsi di Calosci e Giovanni Fattori, pur continuando a dimostrare una chiara insofferenza per le discipline accademiche.
Ritornato a Viareggio, si stabilì a Torre del Lago ed entrò a far parte della "Compagnia della Bohème". Frequentava Giacomo Puccini, che considerava con ironia i soggetti dei suoi dipinti, mentre Plinio Nomellini invece continuò a incoraggiare le sue ricerche pittoriche. La miserabile stanza in cui lavorava a Torre gli permise, come scriverà anni dopo, di anticipare l'esperienza parigina. Nella redazione fiorentina del Popolo incontrò il poeta ligure Ceccardo Roccatagliata Ceccardi, che andava cercando proseliti per la sua Repubblica d'Apua, a cui aderirono personaggi importanti dei primi anni del Novecento, tra cui, oltre a Viani, lo scrittore Enrico Pea e lo storico e letterato lunigianese Pietro Ferrari. Ceccardi ne fu presidente, Viani luogotenente.

### Prime esposizioni
Viani espose alcuni disegni alla VII Biennale di Venezia, i quali, grazie alla recensione di Luigi Campolonghi, avviano la leggenda del pittore dell'orrido e della miseria. Durante questa esposizione scoprì l'opera di Laermans e simpatizzò con Umberto Boccioni. Partecipò poi all'Esposizione nazionale d'arte umoristica di Messina e ricevette la prima medaglia della sua vita. In novembre fu a Genova, dove collaborò con disegni satirici alla rivista anticlericale La Fionda, diretta da Luigi Campolonghi. Illustrò La zattera dello stesso, e il poemetto in lingua ligure I ribelli di Francesco Muratorio, che venne pubblicato l'anno successivo. Durante questo soggiorno Viani maturò un notevole orientamento pittorico.

### Primo viaggio a Parigi
All'inizio del 1908 andò a Parigi, dove ebbe modo di visitare la retrospettiva di Van Gogh, allestita alla Galerie Bernheim-Jeune. Dopo un breve soggiorno in casa Fleury, approdò al dormitorio pubblico de la Ruche, in rue Dantzig, e iniziò la sua dura esistenza che sarà rievocata in Parigi (1925). Durante questa permanenza Viani ebbe modo di incrociare, in modo fuggevole, anche Picasso. A Parigi, dove restò più o meno un anno, il soggiorno a lungo desiderato si rivelò denso di difficoltà economiche e di solitudine, ma comunque positivo per le esperienze fatte e per i personaggi artistici conosciuti.

### Rientro in Italia
Ritornato in Italia, continuò a detestare i ritrovi mondani e non avviò alcun sodalizio consistente. In aprile la Biennale di Venezia rifiutò le sue opere. Le condizioni economiche e psicologiche di Viani si fecero sempre più preoccupanti. Per tornare a Viareggio, si adeguò alle richieste di un piccolo editore di fogli musicali. A giugno era di nuovo a Viareggio nella sua vecchia casa e riprese a frequentare gli anarchici locali.
A dicembre del 1910 la Giunta comunale di Viareggio gli concesse una stanza dello stabile della dogana. A questo periodo dovrebbero risalire Consuetudine, l'Autoritratto oggi alla Galleria d'Arte Moderna di Firenze, e le illustrazioni per Fole e Sion di Enrico Pea. 

### Secondo viaggio a Parigi
Nel dicembre del 1911 è di nuovo a Parigi, dove incontrò Amilcare Cipriani, Luigi Campolonghi, il patriarca di tutti gli anarchici, Alceste De Ambris, Jean Grave, Octave Mirbeau e altri esponenti dell'anarchia e dell'umanitarismo internazionale. In questo clima elaborò dieci foschi e dolenti cartoni sugli effetti della guerra. A Parigi restò molto poco, fino a metà gennaio 1912, poi ritornò in Italia.

### Attività anarchica
Partecipò in quel periodo alle attività degli anarco-socialisti versiliesi. In febbraio curò con il sindacalista Alceste de Ambris il libello antimilitarista Alla gloria della guerra!, che fu stampato dalla Camera del lavoro di Parma. L'album venne censurato dalle istituzioni ufficiali, e lui venne arrestato e imprigionato, ma fu rilasciato grazie all'appoggio di Luigi Salvatori e di altri amici. 
In maggio del 1913 prese la parola in un comizio contro la guerra e nel novembre partecipò alla tumultuosa manifestazione promossa dalla Camera del lavoro di Carrara. Stabilì nuove amicizie nell'ambiente futurista di "Lacerba", in particolare con Giovanni Papini, Giuseppe Ungaretti, Giosuè Borsi e Ottone Rosai. Nel febbraio del 1915 Viani sostenne Cesare Battisti durante un tumultuoso comizio al Politeama di Viareggio ed espose dieci xilografie alla III Secessione romana. Tra l'ottobre e il novembre espose, grazie all'appoggio di Francesco Ciarlantini, 624 opere al Palazzo delle Aste di Milano. La mostra si avviò in una cornice di mondanità e riscosse un caloroso consenso di pubblico e di critica. In dicembre, nuova importante personale al Bagno Nettuno di Viareggio, dove convergono, per l'ultima volta, gli esponenti della "Repubblica d'Apua".

### Prima guerra mondiale e congedo
Nel 1916 venne richiamato per la guerra, partecipando a varie imprese belliche e fu congedato nel 1919. In questi tre anni, nei pochi momenti di tranquillità, continuò incessantemente a disegnare, dipingere e illustrare. Il 2 marzo del 1919 si sposò con Giulia Giorgetti e si trasferì a Montecatini Terme, dove la moglie lavorava come maestra elementare. A Pescia presso la Stamperia di Artidoro Benedetti realizzò delle xilografie con particolari della città.
In questo periodo realizzò i suoi "cartaViesta" per circa due anni e poi ritornò a Viareggio: sono di questo periodo i teneri ritratti di bambini intenti a scrivere e a studiare a scuola.

### Ritorno a Viareggio
Nel 1922, per celebrare il centenario della morte del poeta inglese Percy Bysshe Shelley (morto a Viareggio), fu incaricato dal Comitato per le Onoranze di commemorare la ricorrenza. Viani, per l'occasione, curò la pubblicazione del numero unico P.B. Shelley al quale collaborarono Alceste De Ambris e Gabriele D'Annunzio.
Alla vecchia "Repubblica d'Apua" si andava sostituendo una più tranquilla "Armata dei vàgeri", di cui Viani era il generale. Il quartier generale di questa libera associazione era il Caffè Torricelli, sul lungomare, ma il gruppo frequentava anche il "Buonamico". Viani iniziò in quel periodo la serie di dipinti su Parigi. Pubblicò, nel 1925 con successo di critica, Parigi, la testimonianza romanzata della sua esperienza alla Ruche. 
In considerazione dei suoi meriti artistici gli venne conferito l'insegnamento di ornato all'Istituto d'arte oggi Passaglia di Lucca. Ma Viani mal si adattò a questo lavoro, che portava avanti stancamente fino alla fine del 1926. Nello stesso anno conobbe il giovanissimo concittadino Renato Santini, che diventò il suo unico allievo. Nei primi mesi del 1927 iniziò la collaborazione regolare al Corriere della Sera, diresse la rivista Riviera Versiliese e pubblica I vàgeri. II 27 maggio venne inaugurato a Viareggio il Monumento ai Caduti per la Patria "I Galeottus", eseguito con la collaborazione tecnica dello scultore Domenico Rambelli. L'opera, assolutamente innovativa e di straordinaria espressività, suscitò discussioni e polemiche. Alcuni concittadini, per sottolineare la presunta bruttezza del gruppo scultoreo, arrivarono a ribattezzare beffardamente la piazza in cui sorge con il nome di "piazza della Paura".

### Successo e malattia
Nel 1928 pubblicò Angiò uomo d'acqua (28 illustrazioni) e Roccatagliata. Espose 11 opere alla XVI Biennale di Venezia e una vasta selezione della sua produzione a villa Paolina di Viareggio. In questa mostra, presentata da Margherita Sarfatti, era esposto il Grande dormitorio, una summa di tutti i personaggi intravisti o frequentati alla Ruche. Incominciarono per il Viani i primi attacchi di asma, malattia che, con alti e bassi, non lo abbandonerà più e lo porterà a soggiornare a Bagni di Lucca e in altre stazioni climatiche curative. Proprio nel momento poco felice per la sua salute, diventò un artista conosciuto in tutta Italia e le sue esposizioni furono luogo di incontro irrinunciabile per un pubblico colto e internazionale.
Dipinse Georgica (o Le opere del mare, del ciclo e della terra) e pubblicò il romanzo autobiografico Ritorno alla patria, che vinse, ex aequo con Anselmo Bucci, il Premio Viareggio. Pubblicò inoltre il romanzo autobiografico II figlio del pastore e partecipò con grande successo alla XVII Biennale di Venezia con Georgica e Veliero, oltre a varie serate futuriste: la sua personale a villa Paolina di Viareggio fu inaugurata da un discorso di Marinetti.
Viani espose nel 1931, alla I Quadriennale di Roma, Il volto santo (oggi nel museo comunale di Viareggio), dove addirittura Mussolini dimostrò interesse per l'opera e per l'autore. In agosto, nuova esposizione personale allo Stabilimento Nettuno di Viareggio. Nello stesso anno pubblicò Versilia, ma nuovi attacchi d'asma lo riportarono per brevi periodi in ospedale. Riuscì con grande fatica, nel 1932, a pubblicare il Bava, ispirato alle gesta del navigatore viareggino Raffaello Martinelli e a esporre alla XVIII Biennale di Venezia, a Livorno e a Viareggio.

### Peggioramento e morte
Nel settembre del 1933 ebbe un nuovo attacco d'asma e, a causa dell'aggravarsi della malattia, fu costretto ad un lungo ricovero presso l'ospedale psichiatrico di Maggiano, presso Lucca. Nei primi mesi del 1934, in un breve miglioramento della malattia, ritornò a manifestare i mai sopiti sentimenti anarchici, destando l'irritazione dei fasci locali e rinunciando ad una sua grande aspirazione come l'onorificenza dell'Accademia d'Italia. Lavorò con grande fervore ai pannelli per la stazione ferroviaria di Viareggio, fu presente con una sua personale alla Galleria Ferroni di Firenze e all'inaugurazione della Galleria Viani nella casa di Fossa dell'Abate (odierno Lido di Camaiore), ereditata dalla moglie. La salute cagionevole non gli impedì d'esporre alla XIX Biennale di Venezia, a Viareggio, Lucca, alla II Quadriennale di Roma e al Lyceum di Firenze. Nel 1936 gli vennero commissionate una serie di pitture a tema marino per il Collegio "IV Novembre" di Ostia e, dopo un lavoro frenetico senza sosta di parecchi giorni, non fece in tempo a partecipare all'inaugurazione perché colpito da un forte attacco d'asma. Il 2 novembre, il giorno successivo al suo 54º compleanno morì ad Ostia stroncato da un collasso cardiaco. Il 3 novembre la salma ritornò a Viareggio in un plebiscito collettivo di affetto e di rimpianto.
Viani è stato personaggio straordinario ed esemplare della fioritura culturale e intellettuale che caratterizzò Versilia, Lucchesia e Lunigiana a cavallo tra il XIX e il XX secolo. Leggendo alcuni scritti del Viani, si ritrovano le memorie e le atmosfere di un periodo che vide, nell'arco di un cinquantennio, la presenza in terra d'Apua di personaggi come Puccini, Catalani, D'Annunzio, Ungaretti, Malaparte, Pea, Repaci, Cancogni, Montale, Carducci, Pascoli, Roccatagliata, Ceccardi, Carrà e molti altri.

## Attività

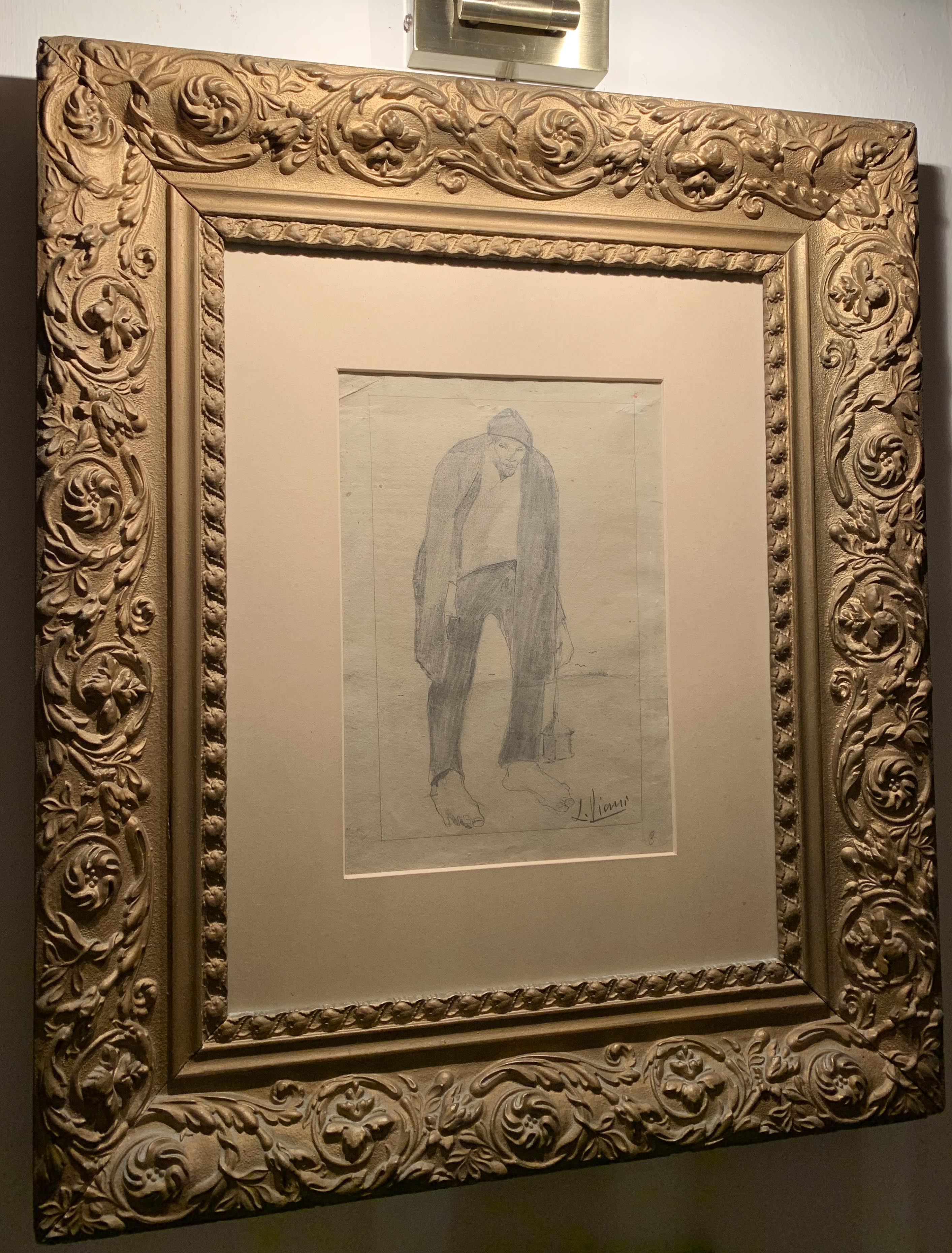
L.Viani
disegno, 1916 ca

Lorenzo Viani si è sempre sentito attratto dai più poveri e dai derelitti, tanto nella fanciullezza quanto nella maturità. La vita e la vicenda umana dei più deboli, Viani la trasferisce nella tela, con forti impressioni cromatiche e con una pennellata decisa e veloce, una pittura intensa, espressiva e a tratti estremamente malinconica. Quello che fa di Viani un grande maestro, troppo spesso dimenticato, è la maestria nel far coesistere nelle sue opere drammaticità e lirismo e grazia poetica, nel sentire l'umile commozione di fronte ai diseredati. La povertà di mezzi artistici è una scelta; la scabra pittura diviene essenzialità; la sobrietà un animalesco istinto nel cogliere le forme della vita degli umili, della fame, della prigione, delle malattie, della solitudine, della lotta con la campagna o con il mare, della guerra, della pazzia e del dolore. L'opera narrativa di Viani costituisce un esempio tipico di espressionismo dialettale. Le sue origini sono in una visione sconvolta delle cose, turbata dal profondo, che si traduce in un'esasperata deformazione dei paesaggi come dei volti umani. Lo scrittore si serve di una straordinaria ricchezza verbale, attinta al fondo dialettale viareggino, al gergo marinaro o soldatesco o furbesco, dove più gli è possibile ricavare esasperazioni espressionistiche.
II dialetto viareggino, così vivace nella lingua di Enrico Pea, diventa lirico fervore in Lorenzo Viani, pittore espressionista che comincia a diventare famoso all'inizio degli anni Trenta. Viani non è il solo, nella letteratura del secolo, in cui pittura e scrittura si danno la mano illuminandosi a vicenda, come nei casi di Ardengo Soffici Luigi Bartolini e Filippo de Pisis, ma resta davvero singolare come il suo estro di scrittore, che prese l'ispirazione dall'impressionismo che si respirava attorno alla rivista letteraria La Voce, debba molto al disegno, al carattere mosso e deformante della sua attività dì pittore.
Dal Viani al suo modo un po' provinciale di richiamarsi al "Manipolo dell'Apua", che ebbe in Ceccardo Roccatagliata Ceccardi il suo alfiere, e a una rozza base di contestazione civile, poco ci si dovrebbe attendere dall'immaginazione dello scrittore; viceversa, il taglio della sua prosa, visivo e spesso allucinato, la variegata galleria di tipi derelitti e folli da lui adunata su una base di ingenua fraternità, spezzano in più d'un tratto nei romanzi Parigi e Angiò Uomo d'acqua quella sorta di compiacimento anticonformista e antiborghese prevalente in certi scritti, sui quali l'autore volle crearsi una piccola leggenda, esponendosi in prima fila con storie che oggi non interessano più. Ci si riferisce in modo particolare ai ricordi autobiografici, distribuiti in Gli ubriachi (1923) o in Il figlio del pastore (1930), e in vari altri libri formati da artìcoli (ne scrisse circa trecento) dove campeggiano i Vàgerì,
che sono insieme protagonisti del lessico di Viani e della sua tensione ideale verso la vita e l'avventura. Il meglio dì questo scrittore sta dunque nella riuscita involontaria, come in Angiò (1928), dove la condizione del nano, uomo di mare e sconfitto dal mare medesimo, tocca punte dì allegorica pietà. Ma a Viani interessava, raccontando la miseria dei luoghi, come più tardi sarà ne Le chiavi nel pozzo (1935) l'osservazione del manicomio, soprattutto il calarsi in quell'aspro ambiente di rivolta, per attentare da semplice dinamitardo di provincia alla letteratura e all'arte composta da altri, definiti dallo scrittore con malcelata supponenza "i vincitori" baciati dal successo.
Nel 1924 Viani scrive Giovannin senza paura, versione dedicata ai giovani lettori del noto racconto dove il coraggio si lega alla follia. La versione dello scrittore viareggino compenetra alcuni tra gli scritti precedenti tra cui quelli dello Straparola, dei Fratelli Grimm e di Giuseppe Pitré, per citarne alcuni, realizzando una trama più fedele alla realtà dei fatti. L'opera di Viani, pur non contenendo aspetti magici tipici della storia di Giovannino, ripercorre comunque le tappe essenziali del racconto fiabesco. La storia ci dice che il coraggioso (e folle) protagonista (Giovanni Bianchi) viaggia senza un criterio e quando scopre veramente la paura (dolore), si ravvede e continua a vivere. La storia ha connotati e riferimenti tipici della vita marinaresca dell'inizio del 900 in Versilia e può dirsi uno spaccato delle misere condizioni locali di quel periodo.

## Opere principali

### Narrativa
- Ceccardo, Milano, (1922);
- Gli ubriachi, Milano, (1923);
- Giovanni senza paura, Firenze, (1924);
- Parigi, Firenze, (1925);
- I Vàgeri, Milano, (1926);
- Angiò, uomo d'acqua, Milano, (1928);
- Roccatagliata, Augustea, Milano (1928)
- Ritorno alla patria, Milano, (1930);
- II figlio del pastore, Milano, (1930);
- Versilia, Nemi, Firenze, (1931)
- Il Bava Vallecchi, Firenze, (1932)
- Storie di umili titani, Roma, (1934);
- Le chiavi nel pozzo, Vallecchi, Firenze, (1935);
- Barba e capelli, Vallecchi, Firenze, (1939);
- Il cipresso e la vite, Vallecchi, Firenze (1943)
- Il nano e la statua nera, Vallecchi, Firenze (1943)
- Gente di Versilia, Vallecchi editore Firenze, (1946);
- La polla nel pantano, poesie inedite, De Luca, Roma (s.d. ma 1960)
- Cuor di madre, Firenze, Vallecchi ed. (1961).

### Pittura
- Uomini sulla panchina (1907-09) olio su cartone. Collezione Roberto Casamonti, Firenze
- Velieri (1929) olio e tempera su compensato. Collezione Roberto Casamonti, Firenze